# Biblioteca Regional de Antofagasta
La biblioteca Regional de Antofagasta es una biblioteca pública ubicada en el centro de la ciudad de Antofagasta, Chile, en la esquina surponiente de la plaza Colón.
Sus instalaciones se encuentran en las dependencias del exedificio de los Servicios Públicos, un edificio neoclásico ecléctico inaugurado el 14 de marzo de 1930 y posteriormente nombrado Monumento Histórico Nacional el 13 de marzo de 2009.
Su primera directora fue la profesora María Valdés González. 
El edificio también alberga las oficinas del Consejo Regional de la Cultura y las Artes.

## Historia

### Antecedentes
El edificio de los Servicios Públicos fue proyectado para albergar las oficinas del Servicio de Correos y Telégrafos, la Delegación Fiscal de Salitreras, la Dirección General de Impuestos Internos, el primer y segundo Juzgados y el Archivo General y Judicial, además de viviendas para funcionarios públicos.
Su construcción fue gestada mediante la moción del senador Augusto Bruna, quién consigue la aprobación senatorial de los fondos para su construcción el 28 de agosto de 1918. Posteriormente el decreto n.º 505 del 12 de mayo de 1921 autoriza la construcción de dicho edificio fiscal. Su diseño arquitectónico fue encargado a los arquitectos Carlos Alcalde Cruz y Julio Arancibia, mientras que los ornamentos y estucos fueron obra del escultor Higinio Bernales. Su construcción se inició en octubre de 1921, tras la demolición del antiguo edificio donde funcionaba el entonces Servicio de Correos, Telégrafos y Teléfonos, la Delegación Fiscal de Salitreras y el Segundo Juzgado. Las obras, inspeccionadas por el arquitecto copiapino Homero Lois Fraga, sufrieron constantes retrasos, debido a la escasez de recursos fiscales, siendo finalmente entregado el 27 de febrero de 1929 e inaugurado el 14 de marzo de 1930.

### Biblioteca
Con el paso de los años el edificio disminuyó su uso, presentando hasta un 45 % de su infraestructura en desuso en 2005, siendo utilizado por las oficinas de Correos de Chile, cuatro Juzgados, la Asociación Chilena de Municipalidades y el Consejo Regional de la Cultura y las Artes.
El 17 de julio de 2002, el Consejo Regional de Antofagasta declaró el edificio como patrimonio urbano, bajo la categoría de Inmueble de Conservación Histórica (ICH), según la Ley General de Urbanismo y Construcciones del Ministerio de Vivienda y Urbanismo.
El 18 de diciembre de 2009, el entonces ministro de Obras Públicas, Sergio Bitar, presentó el proyecto de biblioteca pública a la comunidad. Dicho proyecto, estimado en $ 2 500 millones, se financió con dinero del Fondo Nacional de Desarrollo Regional (FNDR) y aportes del Banco Interamericano de Desarrollo (BDI), a través del programa "Puesta en Valor del Patrimonio". El proyecto de recuperación patrimonial fue encargado a los arquitectos José Luis del Sante, Amaya Yrarrázaval, Claudia Silva y Ari van Zeeland.
Fue inaugurada el 14 de noviembre de 2013, con un evento que contó con el cantautor Manuel García y las bandas locales Los Con Dones y Wentru.
Según el boletín estadístico del Sistema Nacional de Bibliotecas Públicas, en 2014, la biblioteca realizó un total de 16.223 préstamos (equivalentes al 88,62% de la región) en dicho año, y recibió un total de 2.495 socios inscritos (correspondientes al 74,32% de la región).
En 2016, el recinto fue galardonado por la Sociedad Central de Arquitectos y el Centro Internacional para la Conservación del Patrimonio –ambas instituciones de Argentina– con el Premio Iberoamericano a la Mejor Intervención en Obras que Involucren el Patrimonio Edificado, en la categoría "recuperación y puesta en valor", subcategoría "obras de más de 1.000 m²".

## Arquitectura

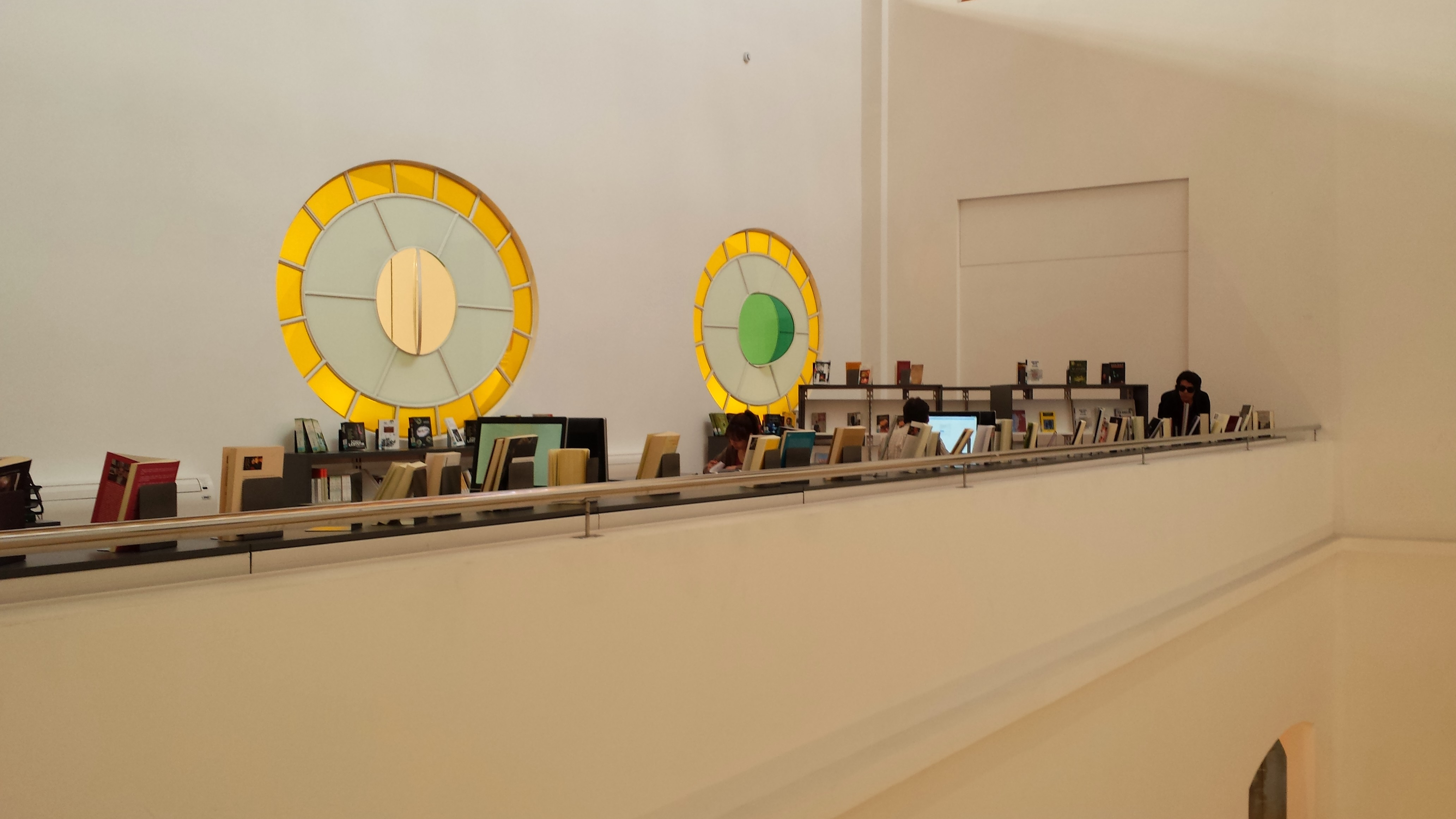
Una de las áreas de la biblioteca.

La biblioteca se encuentra albergada en un edificio neoclásico ecléctico, construido sobre una superficie de 2.462 m².
El edificio posee una estructura de aproximadamente 3.200 m², distribuidos en cinco plantas.
En su fachada destaca la presencia de frontones y arcos de medio punto.
La primera planta cuenta con un hall principal que reúne la hemeroteca, salas de estudio, auditorio, cafetería y la sala infantil. En el entrepiso del hall se encuentra una mesanina que alberga la sala juvenil.
En la segunda planta se localiza la sala de la memoria (con una colección de obras relacionadas con la Región de Antofagasta) y la sala de literatura. El tercer piso alberga la sala de referencias y la sala de colecciones generales.
En el subterráneo se encuentra un auditorio, el área de exposiciones y un laboratorio de la red Biblioredes.